# Lewis Black

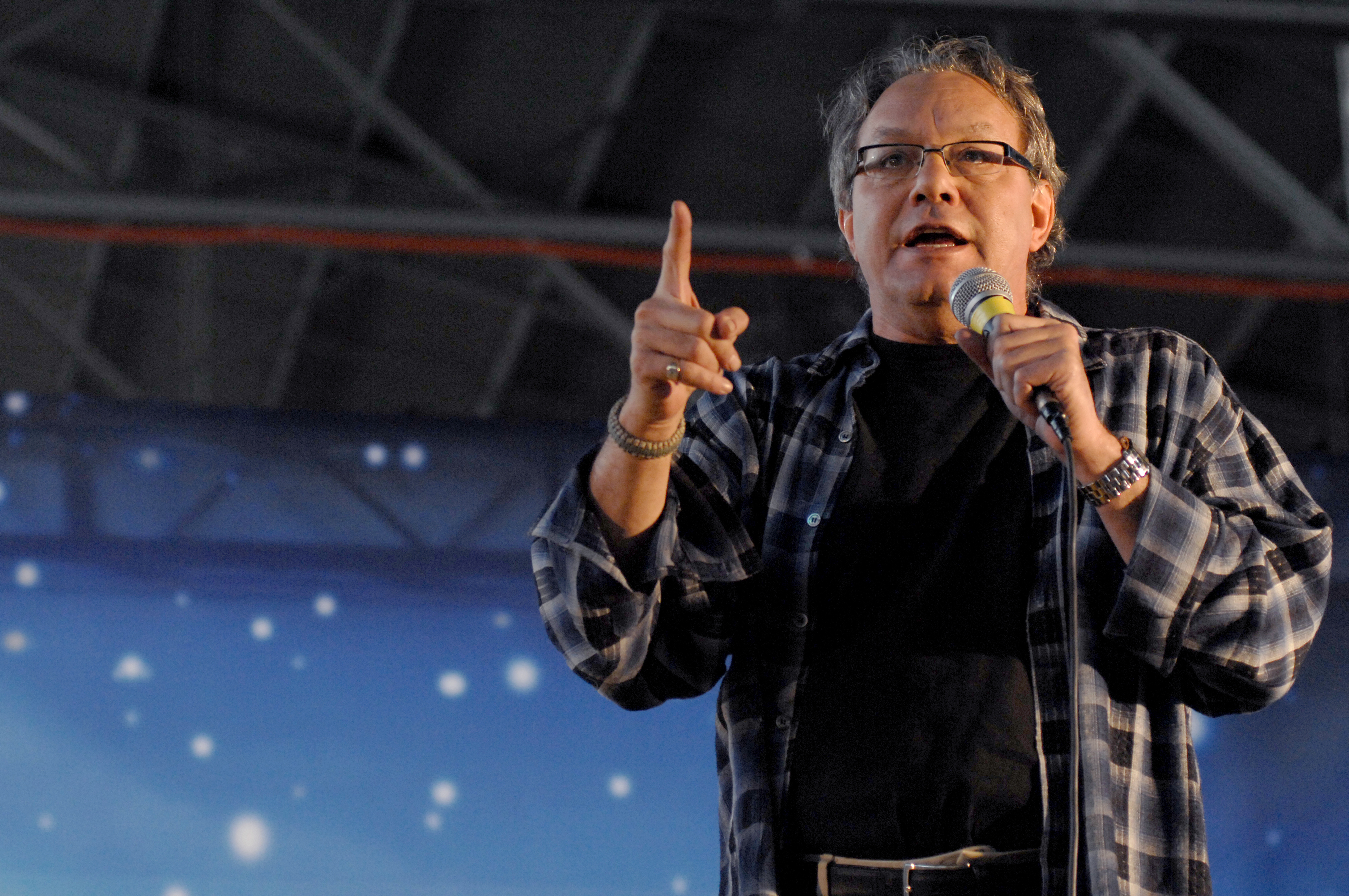
Lewis Black

Lewis Niles Black (Silver Spring, 30 augustus 1948) is een Amerikaanse (stem-)acteur, komiek, auteur, toneelschrijver en presentator. Black is voornamelijk bekend om zijn boze tirades waarin hij de spot drijft met politiek, religie, trends en culturele fenomenen. Verder presenteerde hij Black Comedy Centrals Lewis Black's Root of All Evil en maakte hij regelmatig zijn opwachting in het satirische programma The Daily Show met zijn column Back in Black with Lewis Black. Wanneer Black niet rondtoert, verblijft hij in Manhattan, tevens bezit hij een woning in Chapel Hill in North Carolina.

## Levensloop
Black werd geboren in Silver Spring in de Amerikaanse staat Maryland. Hij is de zoon van Jeannette, een lerares, en Sam Black, een kunstenaar en werktuigbouwkundige. Hij groeide op in een modaal Joods gezin. Black behaalde zijn middelbareschooldiploma summa cum laude aan de Springbrook High School in 1966 met gemiddeld de hoogste cijfers van alle mannelijke studenten. Black claimt dat hij hoog scoorde op het wiskunde onderdeel van het SAT-examen en dat hij later zich aanmeldde als student aan de Princeton-universiteit. Black schreef zich in aan de Universiteit van North Carolina te Chapel Hill alwaar hij dramatiek studeerde en broeder werd van het studentencorps Pi Lambda Phi, tevens werd hij lid van het studentencongres. In 1977 behaalde Black een master degree in kleinkunst aan de toneelfaculteit van de Yale-universiteit.
In eerste instantie begon Black zijn carrière als toneelschrijver. Hij werkte samen met componist en liedschrijver Rusty Magee en artistiek directeur Rand Foerster aan honderden eenakters van 1981 tot 1989. Samen met Rusty Magee schreef Lewis de musical: The Czar of Rock and Roll waarvan de première werd gehouden in Alley Theatre, in Houston, Texas in 1990. Blacks carrière als komiek begon als een openingsact voor de toneelstukken daar hij ook ceremoniemeester was. Na een verandering in het management van het theater begon Black voor zichzelf als komiek en tegelijkertijd zocht hij rollen voor op televisie en in films.

## Recente carrière
Black verscheen voor het eerst in het satirische programma Comedy Central Presents en verscheen later ook nog in twee afleveringen van deze serie in 2000 en 2002. In 2002 verscheen hij eveneens in het programma: Taxed Beyond Belief.
In 2000 is Black samen met collega komiek Jim Norton gearresteerd voor hun deelname aan The Naked Teen Voyeur Bus, het betrof hier een speciaal ontworpen bus met wanden vervaardigd uit acrylglas met daarop diverse 'tienermeisjes'. Deze bus reed door Manhattan terwijl het werd uitgezonden in het radioprogramma Opie and Anthony. Het radiostation heeft de O&A show niet geïnformeerd over het gegeven dat de busroute dezelfde was als de route die president Clinton zou rijden diezelfde dag. Achtentwintig uur na de arrestatie werden Black en Norton in vrijheid gesteld.
In 2004 zond zender HBO zijn voorstelling Black on Broadway uit. Eén jaar later, in 2005, publiceerde hij zijn autobiografie; Nothing's Sacred (Niets is Heilig). Op 21 april 2006 trad Lewis op in het Warner Theatre in Washington, D.C. met zijn voorstelling: Red, White and Screwed (Rood, Wit en Genaaid). Op 11 februari 2007 ontving Lewis Black een Grammy voor zijn album: The Carnegie Hall Performance (The Carnegie Voorstelling).
In 2008 presenteerde Black Comedy Centrals Lewis Black's Root of All Evil. In het programma stonden twee komieken tegenover elkaar als in een rechtbank, die ieder één onderwerp of een beroemdheid verdedigen. Na het aanhoren van de verdediging, besliste Black - die in de rol van rechter fungeerde - welk onderwerp of welke beroemdheid het meest kwalijk werd geacht. Black publiceerde in 2008 eveneens zijn boek: Me of little faith.
Medio december 2007 vertrok Black samen met Robin Williams, Kid Rock en Rachel Smith (Miss USA 2007) naar Irak en Koeweit om aldaar de Amerikaanse troepen te steunen. Later dat jaar zijn zij nog naar de Amerikaanse marinebasis in Rota, Spanje.
Op 18 februari 2008 presenteerde Black de satirische documentaire: History of the Joke (Geschiedenis van de Grap) dat werd uitgezonden door The History Channel.

## Humorstijl
Lewis' stijl is vol van sarcasme en overdrijving. Hierbij benadert hij veelvuldig de absurditeiten van het leven en de politiek waarover hij een woedende tirade houdt. Black heeft zijn humor eens beschreven als: "elke dag aan boord zijn van de Titanic en als enige weten wat er gaat gebeuren." Black heeft eens geclaimd dat hij geen grappen bedenkt en opschrijft, maar dat hij begint te spreken over een onderwerp waarover hij zich opwindt. Volgens Black hebben de komieken: George Carlin, Lenny Bruce, Richard Pryor, Lily Tomlin, Bob Newhart en Shelley Berman hem het meeste beïnvloed.

## Publicaties
- Nothing's Sacred (2005)
- Me of Little Faith (2008)

## Gepubliceerde audiodragers

### Cd's
- The White Album (2000)
- Revolver (2002)
- The End of the Universe (2002)
- Rules of Enragement (2003)
- Luther Burbank Performing Arts Center Blues (2005)
- The Carnegie Hall Performance (2006)
- ANTIcipation (2008)
- Stark Raving Black (2010)
- The Prophet (2011)
- In God We Rust (2012)

### Dvd's
- Unleashed (compilatie van zijn vier voorstellingen voor Comedy Central + zijn optredes bij The Daily Show. (2002)
- Black on Broadway (2004)
- A Pair of Lewis Black Shorts (Sidesplitters: The Burt & Dick Story en The Gynecologists) (2006)
- Red, White, and Screwed (2006)
- History of the Joke, with Lewis Black (2008)
- Surviving the Holidays, with Lewis Black (2009)
- Stark Raving Black (2010)
- In God We rust (2012)

## Films en series (selectie)
- Hannah and Her Sisters (1986)
- Jacob's Ladder' (1990)
- The Days and Nights of Molly Dodd (televisieserie) (1990-1991)
- Law & Order (televisieserie) aflevering: Aria (1991)
- The Hard Way (1991)
- Homicide: Life on the Street (televisieserie) aflevering: Deception (1997)
- Law & Order: Special Victims Unit aflevering: Obscene (2004)
- The Happy Elf (2005)
- Accepted (2006)
- Man of the Year (2006)
- Unaccompanied Minors (2006)
- Farce of the Penguins (2007)
- Falling for Grace (2007)
- History of the Joke (2008)
- Lewis Black's Root of All Evil (televisieserie) (2008)
- The Big Bang Theory (televisieserie) (2009)
- Scooby-Doo! Mystery Incorporated (2010)
- The Penguins of Madagascar (Seizoen: 2; aflevering 36) (2011)
- Inside Out (2015, stem)
- Stereotypically You (2015)
- Rock Dog (2016)
- Better Off Single (2016)
- Imitation Girl (2017)
- The Last Laugh (2019)
- Inside Out 2 (2024, stem)
- Dream Productions (2024, stem)